# ルナー・リコネサンス・オービター
ルナー・リコネサンス・オービター （Lunar Reconnaissance Orbiter, LRO) は、アメリカ合衆国の月周回無人衛星 である。
アメリカは2004年に、いわゆる新宇宙政策(VSE)を発表し、2020年頃の有人月探査実施、その先の有人火星探査の検討に着手すると宣言した。LROはその政策に沿ったアメリカの月への動きの具体的な第一歩となる。
LROは、月面に衝突させるエルクロスLCROSS(Lunar Crater Observation and Sensing Satellite）衛星と同時に打上げられた。
LROは月面からの高度50kmの極軌道を周回。搭載されたカメラ(LROC)は最高で50センチという驚異的な解像度を誇り、科学的探査よりは、有人月探査に向けた着陸点選定のための基礎資料収集といった、将来的な探査に向けた情報収集を狙っている。

## LCROSS
LCROSSは別の衛星のため、詳細はエルクロスを参照。
- 探査機エルクロス（LCROSS…Lunar CRater Observation and Sensing Satellite ）は月の南極付近へ2009年10月9日に衝突。衝突するまで観測を続けた[9]。
- 衝突地点は当初はカベウスAを予定していたが、他の観測機による観測の結果、より衝突による噴出物が見えやすいと判断されてカベウスクレーターに変更された。

## 観測結果
2009年7月11～15日にかけて、アポロ計画の着陸地点を撮影し、アポロ11号、14号、15号、16号、17号の着陸船や足跡などの写真を撮影することに成功した。この写真はまだ軌道修正中の時期に撮影したため、解像度は1メートルとなっている。
9月30日にはサーベイヤー1号の着陸地点を撮影し、探査機の撮影に成功した。
10月9日、LCROSSから分離した衝突体(LRO/LCROSSを打ち上げたセントールロケット)が午後8時31分（アメリカ東部標準時）に秒速2.5kmの速度でカベウスクレーターに衝突、その様子を観測したLCROSS本体も5分後に衝突した。11月13日、NASAはLCROSSの観測結果から月にまとまった量の水が存在すると発表した。
2010年9月7日、月面において初となる「天然の橋」の確認・撮影に成功。公開された画像は、一方のくぼみから入って橋の下を通過した光が、他方のくぼみの底に映っているものである。クレーターを形成した隕石の衝突熱で岩が溶解して形成されたものと考えられている。
2011年9月6日、NASAはLROのLROC(LRO Camera)で撮影したアポロ12号、14号、17号の着陸地点の写真を公開。高度を50kmから21kmにまで下げて撮影したため、2009年7月に撮影した写真よりも解像度が高い写真が得られた。この写真には、宇宙飛行士が月面探査の際に残した足跡や、ムーンバギー（月面探査車）が残した平行な2本線の轍の軌跡、月面に残してきた観測装置ALSEP(Apollo Lunar Surface Experiments Package)が写っていた。
2014年1月29日、NASAはLROのLROCを使って、1月15日にLROの9km下の軌道を通過したNASAのLunar Atmosphere and Dust Environment Explorer (LADEE)探査衛星を撮影した画像を公開した。また、2014年10月にはLADEEが落下して生じた小さなクレーターの跡を撮影する事に成功した。
2023年4月、日本のHAKUTO-R ミッション1の月着陸船が月面への軟着陸に失敗して落下。ルナー・リコネサンス・オービターが着陸予定地付近を撮影して4つの影を見出した。

### 画像

ルナー・リコネサンス・オービターによって撮影された月の画像。
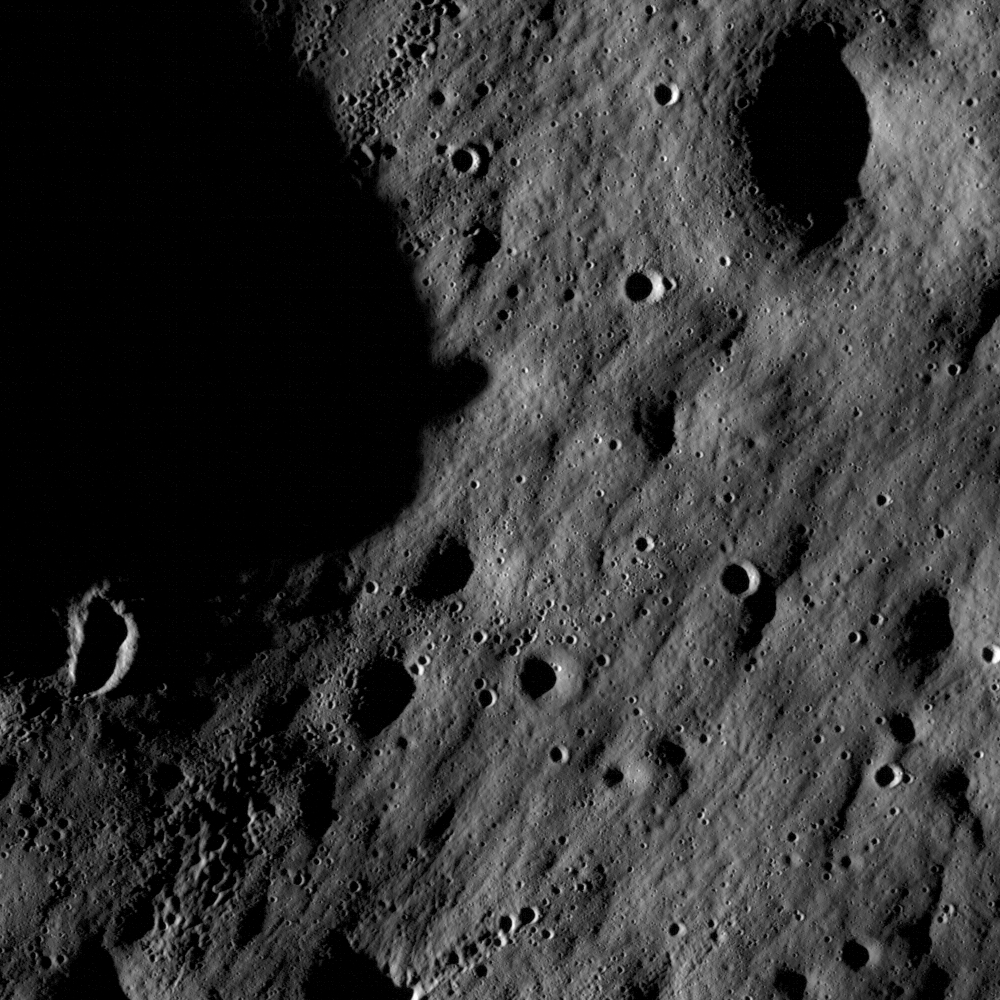
LROが最初に送信した、LROCによって撮影された月の表面の画像。2009年6月30日。
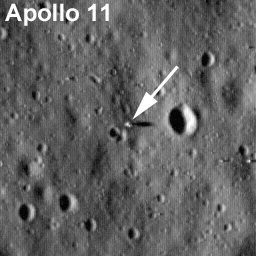
アポロ11号の着陸点。
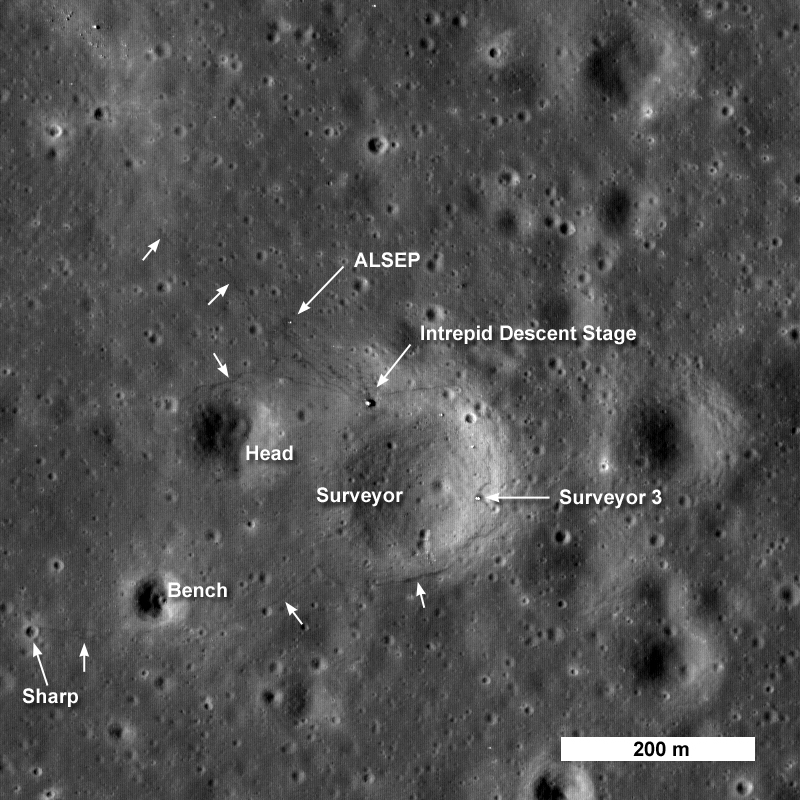
アポロ12号とサーベイヤー3号の着陸点。
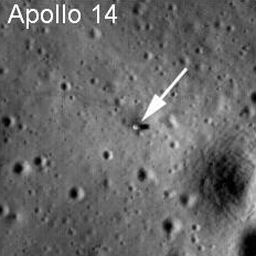
アポロ14号の着陸点。
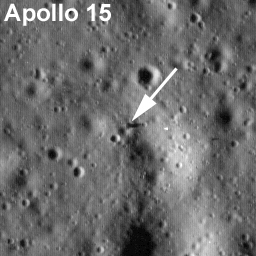
アポロ15号の着陸点。
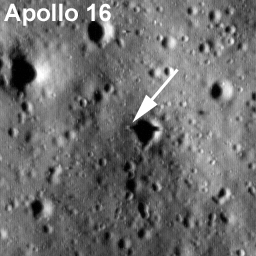
アポロ16号の着陸点。
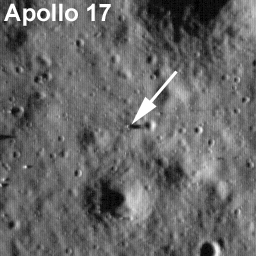
アポロ17号の着陸点。
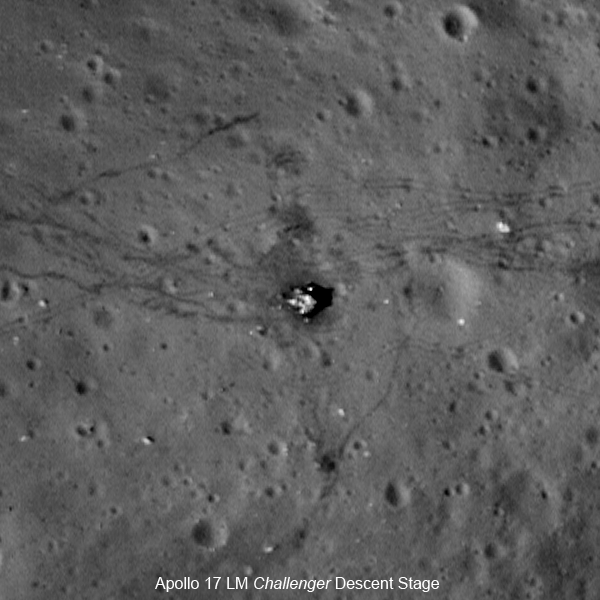
アポロ17号における月着陸船チャレンジャーが降下した地点。
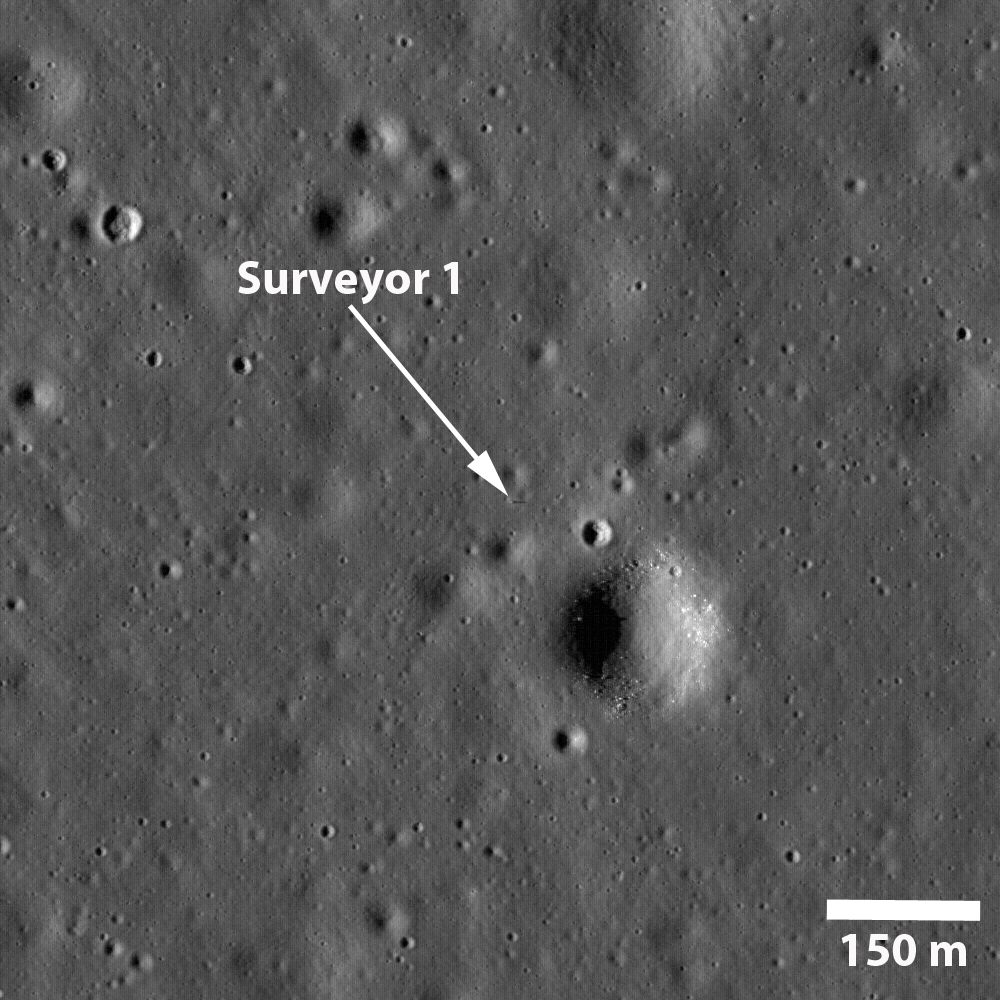
サーベイヤー1号の着陸点。
地球から見た場合の裏側の月。
ティコの中央にある構造物によってできた長く暗い影。

NASAが公開した写真はリンク先も参照されたい。

## 参照
1. ↑  http://www.nasa.gov/mission_pages/LRO/launch/index.html
2. ↑  “Cosmic Ray Telescope for the Effects of Radiation”.  ボストン大学. 2008年7月15日閲覧。[リンク切れ]
3. ↑  “Diviner Lunar Radiometer Experiment”.  UCLA. 2008年7月23日時点のオリジナルよりアーカイブ。2008年7月15日閲覧。
4. ↑  “The Lyman-Alpha Mapping Project : Seeing in the Dark”.  Southwest Research Institute. 2008年7月15日閲覧。
5. ↑  “Russian Made Lunar Exploration Neutron Detector”.  ロシア科学アカデミー. 2007年11月12日時点のオリジナルよりアーカイブ。2008年7月15日閲覧。
6. ↑  “The Lunar Reconnaissance Orbiter Camera”.  アリゾナ州立大学. 2008年7月15日閲覧。
7. ↑  “Abandoned Spaceships”.  NASA. 2009年8月8日時点のオリジナルよりアーカイブ。2008年7月15日閲覧。
8. ↑  “Lunar Reconnaissance Orbiter Launch”.   lunar.gsfc.nasa.gov. 2012年3月16日時点のオリジナルよりアーカイブ。2008年3月22日閲覧。
9. ↑  “アーカイブされたコピー”. 2009年12月13日時点のオリジナルよりアーカイブ。2009年12月17日閲覧。 Lunar CRater Observation and Sensing Satellite - LCROSS, NASA
10. ↑  “月面のアポロ11号着陸船、40年ぶり撮影”. 読売新聞. (2009年7月18日)
11. ↑  LRO Sees Apollo Landing Sites
12. ↑  “エルクロス、月面に衝突”. AstroArts. (2009年10月15日) 2011年2月15日閲覧。
13. ↑  “月にまとまった量の水が存在、探査機衝突で確認と　ＮＡＳＡ”. CNN.co.jp. (2009年11月14日)
14. 1 2 3  “月面に天然橋、LROが発見”. ナショナルジオグラフィック. (2010年9月10日) 2016年6月14日閲覧。
15. 1 2 3  最後のアポロ、月面に残した跡 ナショナルジオグラフィック 2011年9月7日
16. ↑  “NASA's LRO Snaps a Picture of NASA's LADEE Spacecraft”. NASA. (2014年1月29日) 2014年2月11日閲覧。
17. ↑  “NASA’s LRO Spacecraft Captures Images of LADEE’s Impact Crater”. NASA. (2014年10月28日) 2014年11月23日閲覧。
18. ↑  “月探査機で撮影したランダー着陸予定地点付近の画像をNASAが公開　民間月探査「HAKUTO-R」続報”.   sorae (2023年5月24日). 2023年5月26日閲覧。